# Theophil von Meyendorff

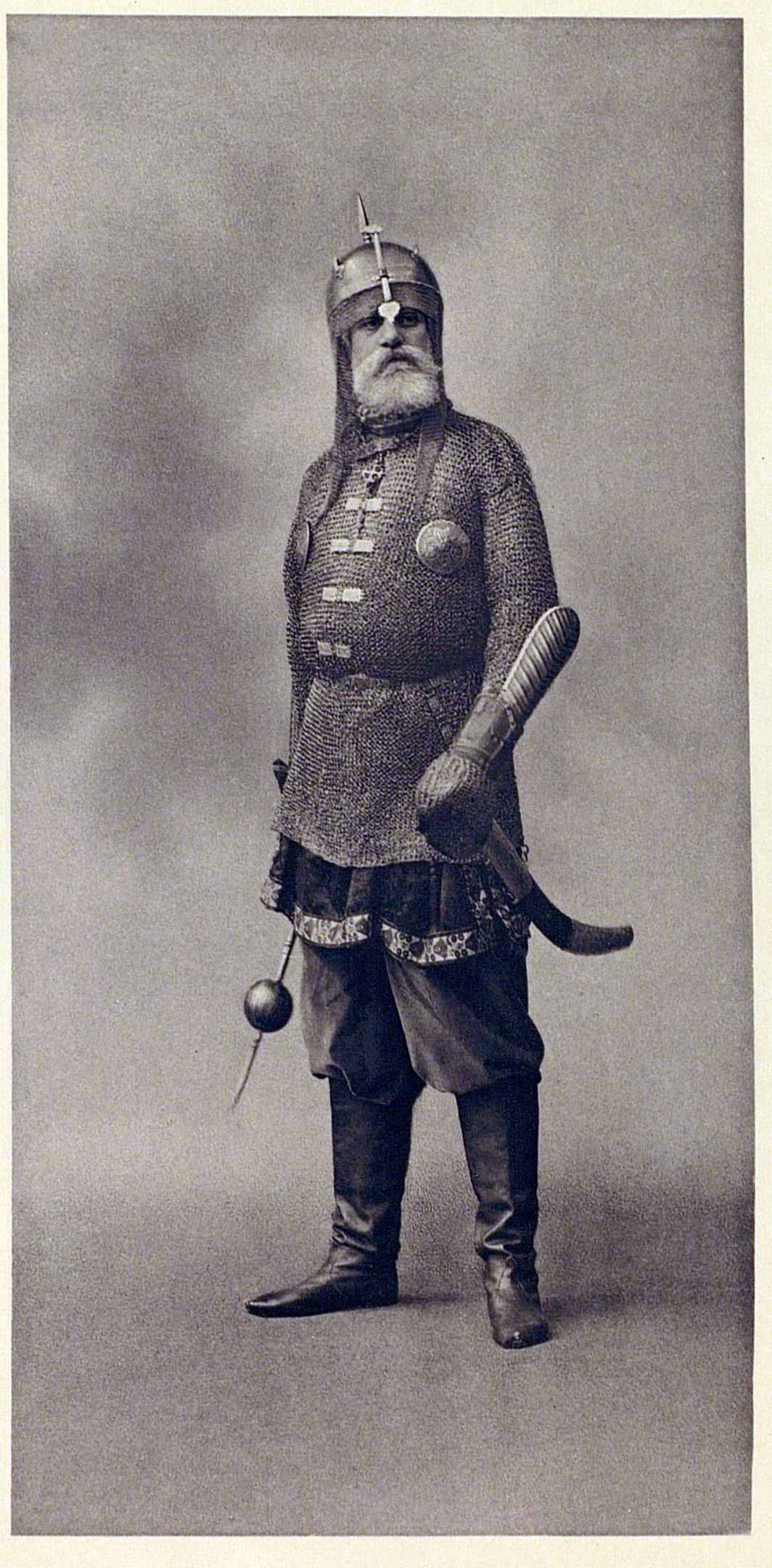
Le général-baron von Meyendorff au bal de la cour de 1903

Le baron Bogdan Theophil von Meyendorff (en russe : Феофил Егорович Мейендорф), né le 4 août 1838 et mort le 18 octobre 1919, est un aristocrate allemand de la Baltique, sujet de l'Empire russe qui fut général de l'armée impériale russe.

## Biographie
Theophil von Meyendorff est le fils du général Georg von Meyendorff. Il est élève au corps des Pages et en sort le 16 juin 1856 avec le rang de cornette au régiment des chevaliers-gardes. Il est sous-lieutenant le 30 août 1859. Il prend part à la campagne du Caucase de 1860 à 1864 et il est élevé au rang de capitaine en 1862. Il reçoit l'Ordre de Saint-Stanislas de troisième classe avec épées et ruban en 1861 et de deuxième classe avec épées en 1862. Il est aussi décoré de l'Ordre de Sainte-Anne de troisième classe avec épées et couronne impériale en 1861.
Theophil von Meyendorff devient colonel en 1867 et commande à partir du 28 novembre 1870 au régiment de dragons de Tver, et, à partir du 6 novembre 1874, au régiment des hussards de la garde impériale. Il devient aide-de-camp d'état-major en 1875. C'est au sein de ce régiment que le colonel von Meyendorff prend part à la guerre russo-turque de 1877-1878, et il est rapidement élevé au rang de major-général en octobre 1877 après la bataille de Telich, ainsi qu'officier à la suite de SMI. Il reçoit en outre l'Ordre de Saint-Stanislas de première classe avec épées en 1878 et quelques mois plus tard le sabre d'or avec mention « Pour la Bravoure », grâce à ses faits d'armes en commandant la deuxième brigade de la deuxième division de la cavalerie de la garde.
Le général von Meyendorff est à la tête de la deuxième division de la cavalerie de la garde du 6 mai 1884 au 19 mai 1892. Il est nommé lieutenant-général en 1886 et sert ensuite de 1892 à 1896 dans la zone militaire de Saint-Pétersbourg. Il est nommé commandant du premier corps d'armée, le 14 juin 1896.
Le général von Meyendorff devient général de cavalerie en 1898 et il est élevé au rang honorifique de général-aide-de-camp de Sa Majesté Impériale à partir de 1902. Il prend part avec son corps d'armée à la guerre russo-japonaise de 1904-1905 et retourne en Russie, après la bataille de la rivière Sha-Ho (5-17 octobre 1904). Il reçoit alors en 1905 l'Ordre de Saint-Alexandre-Nevski avec brillants, épées d'or et, le 8 janvier 1908, l'Ordre de Saint-Georges de quatrième classe.
Il est à la suite de l'empereur Nicolas II à la fin de sa carrière, mais il ne prend sa retraite de l'armée qu'en mai 1917, après la révolution de février, et se retire dans son château de Kumna qu'il doit fuir quelque temps plus tard à la Révolution d'Octobre.
Il meurt en 1919 pendant la guerre civile à Mikhaïlovskoïe, près de Moscou. Il était l'époux d'Elena Pavlovna Chouvalova (1857-1943), fille du général comte Chouvalov.